# نشيد مالطا الوطني
النشيد المالطي هو النشيد الرسمي لجمهورية مالطا, كتبه دون كرم بصيلة الذي هو أحد كبار الشعراء المالطيين. موسيقى روبيير سامووت كان هذا النشيد في البداية عبارة عن أغنية مدرسية في قالب صلاة صباحية. عزف هذا النشيد أول مرة يوم 3 فبراير سنة 1923, وأعلن عنه نشيد وطني رسمي لمالطا سنة 1945

## الكلمات
| اللغة المالطية | الترجمة العربية |
| Lil din l-art ħelwa, l-Omm li tatna isimha, Ħares, Mulej, kif dejjem Int ħarist: Ftakar li lilha bil-oħla dawl libbist.       | لتلك الأرض الحلوة. الأم التي أعطتنا اسمها احرسها يا مولاي كما حرستها دائما وتذكر أنك ألبستها أجملَ حلةِ ضياء أعطِ يا الله العظيم الحكمة لمن يحكمها وأعِدْ الرأفة إلى السيد والصحة إلى العامل وأوثق عُقدة [الوحدة ] والسلام بين المالطيين. |
| Agħti, kbir Alla, id-dehen lil min jaħkimha, Rodd il-ħniena lis-sid, saħħa 'l-ħaddiem: Seddaq il-għaqda fil-Maltin u s-sliem. | أعط يا الله الكبير الحكمة لمن يحكمها ، رد الحنان للسيد صحة للخادم : صدق الوحدة في المالطيين و السلام.. |

وهذا نقل حرفي للنشيد إلى الحروف العربية يُبرِزُ قرب المالطية من لهجات حواضر المغرب العربي ولا سيما الحواضر التونسية، وهي اللهجات التي كانت سائدة قبل غزو بني هلال لإفريقية:
لذين [=لتلك] الأرض حِلوة، الأم اللي عطاتنا اسمها
حارس مولاي، كيف دايم أنت حرست
فتكر لي [= تذَكّر أنك ] لِيلْها [= لَها] بالأُحلى دَوْل [= ضوء] لبّست
أعطي كبير الله، الذهن لِلْمِنْ يَحكمها
رُد الحنانة [=الرأفة، الحنان ] للسيد، صحَّة للخدَّام
صدَق العَقدة في المالطين والسلام